# Markea pilosa
Markea pilosa là loài thực vật có hoa trong họ Cà. Loài này được S. Knapp mô tả khoa học đầu tiên năm 1998.